# 8474 Rettig
8474 Rettig eller 1985 GA1 är en asteroid i huvudbältet som upptäcktes den 15 april 1985 av den amerikanske astronomen Edward L.G. Bowell vid Anderson Mesa Station. Den är uppkallad efter astronomen Terrence W. Rettig.
Asteroiden har en diameter på ungefär 4 kilometer och den tillhör asteroidgruppen Matterania.